# Wacław Stawecki

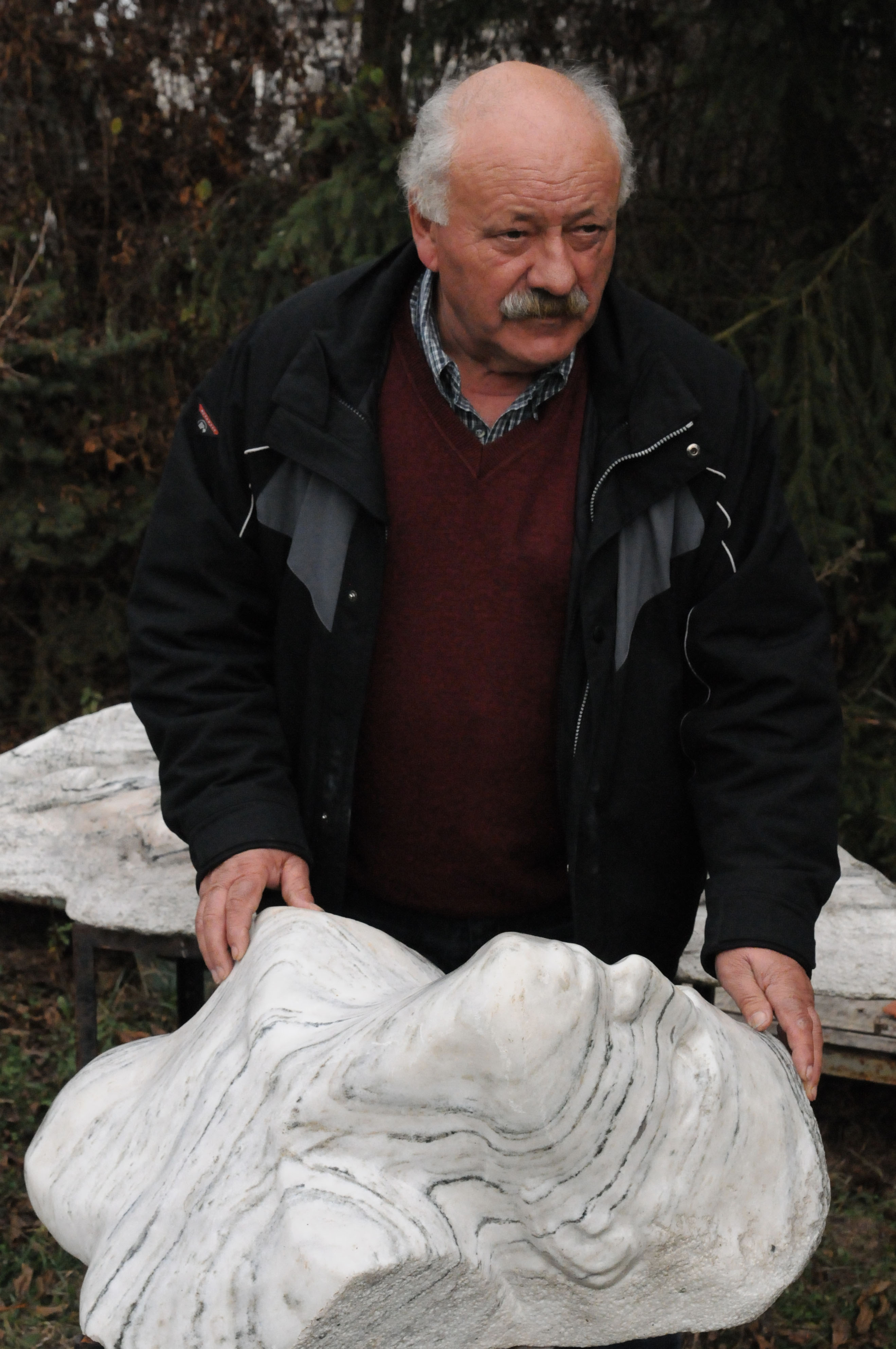
Wacław Stawecki – polski rzeźbiarz i malarz

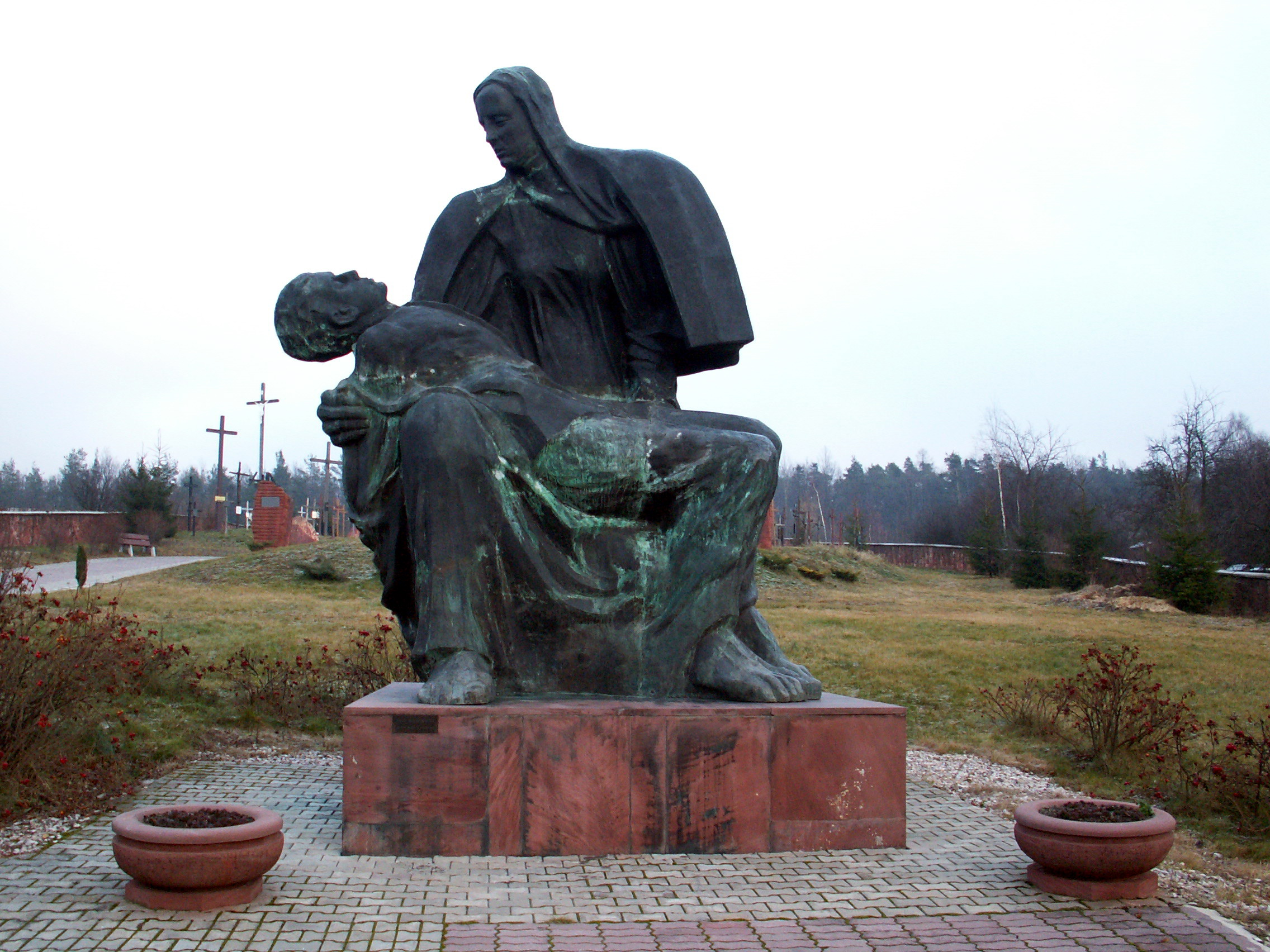
Pietà Michniowska

Wacław Stawecki (ur. 1947 w Chałupkach) – polski rzeźbiarz i malarz.
W 1966 roku ukończył Państwowe Liceum Technik Plastycznych w Kielcach. Studia artystyczne w Państwowej Szkole Sztuk Plastycznych w Poznaniu na Wydziale Malarstwa, Grafiki i Rzeźby w pracowniach prof. Bazylego Wójtowicza i doc. Magdaleny Więcek – Wnuk. Dyplom w 1972 r. z wyróżnieniem. W 1972 roku przenosi się do Kielc podejmując pracę pedagogiczną w Państwowym Liceum Sztuk Plastycznych i aktywnie włącza się w życie artystyczne. Od 1972 roku członek rzeczywisty Związku Polskich Artystów Plastyków. Od 1983 roku członek Związku Artystów Rzeźbiarzy, w latach 1983–1987 pełni funkcję wiceprezesa Zarządu Oddziału ZAR w Kielcach. Uprawia rzeźbę architektoniczną i wystawienniczą, w różnych materiałach: drewno, metal, kamień, ceramika. Jego prace rzeźbiarskie tworzą cykle m.in.: Relacje, Katharsis, Ecce Homo, Epitafia (Sarkofagi), Pomniki, Portrety, Fontanny, Ptaki, Cienie, Katedry.

## Wystawy indywidualne
- 1972 – Rzeźby, BWA Poznań
- 1975 – Rzeźby, BWA Poznań
- 1975 – Rzeźby, BWA Piastów
- 1975 – Rzeźby, BWA Białystok
- 1976 – Rzeźby, KMPiK Kielce
- 1990 – Wystawa Małych Form w brązie, Galeria Bachfeld, Monachium
- 1994 – „Prezentacje” Liceum Sztuk Plastycznych, Kielce
- 1998 – „Strefy kamienne”, Muzeum Złota, Złotoryja
- 1999 – Rzeźby, Galeria BWA „Piwnice”, Kielce

## Wystawy zbiorowe
- 1973 – Międzynarodowa wystawa „Ceramika dla Achitektury”, Gdańsk
- 1973 – Tworzywo ceramiczne w sztuce współczesnej – II międzynarodowa wystawa ceramiki, Muzeum Narodowe w Gdańsku Oliwie, Pałac Opatów
- 1974 – Biennale Małych Form Rzeźbiarskich, Poznań
- 1974 – Wystawa „O poprawę”, Galeria „Nowa”, Poznań
- 1972-87 – „Przedwiośnie”, BWA Kielce
- 1977-79 – Wystawa Polski Południowej, Kraków
- 1974 – Wystawa „Tendencje i Osobowości”, Zachęta, Warszawa
- 1975 – Ogólnopolska Wystawa Malarstwa, Rzeźby i Grafiki, Radom
- 1985 – Biennale Małych Form Rzeźbiarskich, Poznań
- 1985 – „Drogi do Zwycięstwa”, Zachęta, Warszawa
- 1985-86 – Salon Zimowy, ZAR, Warszawa
- 1985 – Rzeźba Małych Form, Ałma-Ata
- 1986 – Wystawa Rzeźby Polskiej, Sofia
- 1986 – Triennale Rzeźby Portretowej, BWA, Sopot
- 1986 – Wystawa Rzeźby Stypendystów MKiS, Galeria ZAR, Warszawa
- 1987 – Wystawa Rzeźby Stypendystów MKiS, Warszawa
- 1972-87 – Wystawy rzeźby plenerowej, Kielce
- 1987 – VI Biennale Małych Form Rzeźbiarskich
- 1988 – Biennale Małych Form Rzeźbiarskich, BWA, Poznań
- 1988 – Salon Zimowy, Galeria ZAR, Warszawa
- 1988 – Przedwiośnie XIII, Galeria BWA „Piwnice”, Kielce
- 1989 – Salon Zimowy, Galeria ZAR, Warszawa
- 1990 – „Przedwiośnie”, Galeria BWA „Piwnice”, Kielce
- 1991 – „Przedwiośnie”, Galeria BWA „Piwnice”, Kielce
- 1992 – Wystawa poplenerowa, Kielce
- 1993 – „Przedwiośnie”, Galeria BWA „Piwnice”, Kielce
- 1995 – Absolwenci i nauczyciele Państwowych Szkół Sztuk Plastycznych im. Józefa Szermentowskiego w Kielcach, BWA Kielce
- 1995 – Artyści polscy na otwarcie Galerii BWA w Ostrowcu Świętokrzyskim
- 1996 – Salon Zimowy, Galeria ZAR, Warszawa
- 1997 – Salon Jesienny, BWA, Ostrowiec Świętokrzyski
- 1998 – Salon Jesienny, BWA, Ostrowiec Świętokrzyski

## Ważniejsze realizacje
- Mozaiki ceramiczne, Ośrodek Wypoczynkowy „Budowlanych”, Bocheniec
- Rzeźby w Prewentorium „Radek”, Busko Zdrój
- Rzeźby plenerowe w osiedlu Bocianek, Kielce
- Popiersie Mikołaja Reja – Zespół szkół Poligraficznych, Łódź
- Rzeźba ceramiczna „Kompozycja”, Bydgoszcz
- Rzeźby plenerowe w Ośrodku Pracy Twórczej „Wietrznia” w Kielcach
- Realizacja w kamieniu płaskorzeźby na elewację do teatru im. Stefana Żeromskiego w Kielcach
- Realizacja Pomnika Martyrologii Wsi Polskiej w Michniowie „Pietà Michniowska”
- Rekonstrukcja Pomnika Legionistów z 1926 r. (Konstantego Łaszczki) na Cmentarzu Legionowym w Czarkowach

## Odznaczenia
- Zasłużony dla Kielecczyzny
- Zasłużony Działacz Kultury
- Srebrny Krzyż Zasługi
- Nagroda im. Stanisława Staszica za całokształt działalności twórczej
- Nagroda w Ogólnopolskim Konkursie na Pomnik Mauzoleum Martyrologii Wsi Polskiej w Michniowie